# Trewellard
Trewellard ist ein Dorf auf dem Gemeindegebiet von St. Just-in-Penwith. Es liegt zwischen dem Hauptort der Gemeinde St. Just und Richtung Osten St. Ives in Cornwall, Großbritannien. Es liegt an der Straße B3306, die St. Ives mit der A30road verbindet und ist jeweils 7 Meilen von Land’s End und Penzance entfernt.
Das Dorf befindet sich in einem Gebiet von außergewöhnlicher natürlicher Schönheit, weswegen Trewellard Teil ist von der Cornwall Area of Outstanding Natural Beauty.

## Herkunft des Ortsnamens
Der Name Trewellard ist ein cornischer Ausdruck – in einer Erwähnung 1327 'Trewylard' – und kann mit "Gwylard's Hof" übersetzt werden. Cornisch 'Tre' ist der (Bauern-)Hof, also gilt 'Tre-Gwylard', 'Tre-Welard', 'Tre-Wylard', denn eine Umlautung scheint aus dem Eigennamen 'Gwylard' die Varianten 'Welard' oder 'Wylard' geformt zu haben. Eine weitere Theorie geht davon aus, dass die Endung 'ardh' – in anderen Quellen mit 'th' – auf die geographische Lage im Zusammenhang mit der Anhöhe hinweist.

## Geschichte
Die erste Erwähnung ist 1307 als Mill of Wylard, derselbe Name wird 1327 noch einmal im Zusammenhang mit Landwirtschaft erwähnt ('farm'). Die Ortschaft gehört zu einer ganzen Reihe von Küstensiedlungen, die später durch eine durchgehende Küstenstraße verbunden wurden.  Ein mittelalterliches Herrenhaus (manor) wird erwähnt – damals noch Lower Trewellard –, wobei ein aus dem 16. Jahrhundert stammendes Gebäude im 19. Jahrhundert abgerissen wurde. Ab dem 16. Jahrhundert wird der Ort im Zusammenhang mit Landwirtschaft, Zinnabbau und Fischerei als Erwerbsquellen erwähnt. Die Einwohner waren Landwirte und Nebenerwerbs-Bergleute, die in zerstreuten Gehöften lebten. Im 18. Jahrhundert erlebte der Ort einen starken Aufschwung des Bergbaues; die frühesten Minen waren East-Levant und Speard, die berühmtesten waren Botallack, Levant Mine und die Geevor Tin Mine, wobei letztere sich auch durch Stollen auszeichneten, die unter den Meeresboden getrieben wurden. Geevor wurde als letzte Mine 1990 endgültig aufgegeben. Der Bergbau gab Impulse zu weiteren Siedlungsgründungen in der Ortschaft sowie zum Ausbau der Verkehrsinfrastruktur. So entstand 1841 bei Trewellard Cross ein völlig neuer Siedlungskern, wobei eine Kapelle dort seit 1833 bekannt ist. Seit der Aufgabe des Bergbaues ist wieder die Landwirtschaft ein wichtiger Wirtschaftszweig, die Planung neuer Siedlungen richtet sich auch nicht mehr nach den Bedürfnissen des Bergbaues, dessen Reste in der Landschaft noch erkennbar sind.

## Bergbautradition
Trewellard ist aufgrund des ehemaligen Abbaues von Metallerzen als Site of Special Scientific Interest (SSSI) eingestuft. Es wurde hauptsächlich Kupfer gediegen und als Erz abgebaut, von dem das dort vorkommende Chalkosin (Cu2S) wegen seiner besonderen Schönheit bekannt ist. Zudem wurde Zinn abgebaut, aber auch Erze von Wismut, Arsen, Blei und Eisen wurden gefunden. Uranlager mit dem bekanntesten Erz – der Pechblende – führten zu einer Einstufung der Gegend durch die Atomenergiebehörde (UK Atomic Agency) als Reservelager für Urangewinnung. Auch Amethyste von hoher Qualität werden dort gefunden. Das dominierende Untergrundgestein ist Granit. 1990 wurde die nun endgültig geschlossene Geevor Tin Mine in ein Museum umgewandelt und ist Teil des Weltkulturerbes Bergbaulandschaft Cornwall und West Devon. In der Nähe von Trewellard befindet sich außerdem die 1820 gegründete Levant Mine, die auch dem Kupferbergbau diente und später auch Zinn und Arsen lieferte. Eine Fusionierung mit Geevor brachte nur eine kurze Wiederbelebung. Heute gehört das Bergwerk dem National Trust, der es ebenfalls als Museum betreibt. Beide o.g. Minen, die Stollen auch unter dem Meeresgrund hatten, sind heute auf Meeresspiegelniveau geflutet. Die Mine wurde auch durch einen Unfall im Jahr 1919, bei dem 31 Bergmänner starben, bekannt; dies wurde auch literarisch verarbeitet.